# Léon Hannotte
Léon Gérard Pierre Matthieu Ghislain Hannotte, né à Dison le 21 mars 1922 et mort à Thines le 21 février 1978, était un homme politique belge de tendance libérale.

## Biographie
Léon Hannotte était docteur en droit et avocat. Il a été élu député de l'arrondissement de Mons pour le PLP le 23 mai 1965. Il le restera jusqu'en 1978. Il fut aussi ministre des Classes moyennes en 1973 dans le gouvernement Leburton I, mais il dut rapidement renoncer à ce mandat pour des raisons de santé. Il remplaça Louis Olivier dans ces mêmes fonctions de 1976 à 1977 dans le gouvernement Tindemans II.
Il fut aussi délégué général de l'AFAC (Association des Fonctionnaires et Agents de la Colonie) et président du groupe PLP à la Chambre.